# Alta valle del Ticino
L'alta valle del Ticino è un'area della provincia di Varese che fino al 1927 si chiamava Mandamento di Somma Lombardo e comprendeva i comuni di Arsago Seprio, Casale Litta, Casorate Sempione, Golasecca, Mornago, Sesto Calende, Sumirago, Somma Lombardo, Vergiate e Vizzola Ticino.
Era un territorio per metà non coltivabile e che doveva necessariamente ospitare una popolazione rada, apparendo al forestiero come una landa desolata. Tuttavia, fino alla prima metà dell'Ottocento, l'alto Ticino presentava una fascia di alta densità di popolazione che, attraverso Somma, Golasecca, Sesto e Castelletto, puntava in direzione di Arona. Si trattava dell'effetto indotto dall'addensamento di attività commerciali, di trasporto e di servizio attorno alla strada Milano-Rho-lago Maggiore e alla florida e vivace navigazione sul fiume Ticino; entrambe basavano le proprie ricchezze sul contrabbando di merci con la Svizzera e con la sponda opposta Sardo-Piemontese.
La fine del secolare commercio fluviale, dovuto all'avvento della ferrovia, e la crisi agraria poi,  predisposero nei primi del Novecento questo territorio allo sviluppo dell'industria tessile cotoniera, contribuendo a fare dell'alto Ticino un “polo di sviluppo satellite” del complesso industriale di Gallarate-Busto-Legnano. In parallelo, lungo la sponda del fiume, nasceva il pionieristico polo aeronautico del trio Caproni, Agusta e SIAI Marchetti.